# Asamkhyeya
Asamkhyeya ou Asankhyeya (signifiant littéralement en sanskrit « incalculable » ou « indénombrable ») est un nombre qui équivaut à 10140 (1 suivi de 140 zéros). Dans le bouddhisme, où ce terme est cité, il signifie souvent : infini. Asamkhyeya est un mot qui apparaît souvent dans les textes bouddhiques.
Par exemple, Shakyamuni Buddha est censée avoir pratiqué pendant trois grands Asamkhyeya kalpas avant de devenir un Bouddha. Un kalpa valant 4,32 milliards d'années, cela représenterait une durée de 12.96*10140 milliards d'années, soit 1 million 296 mille milliards de décilliards de décilliards d'années.